# 1771 Makover
Makover (asteróide 1771) é um asteróide da cintura principal com um diâmetro de 56,72 quilómetros, a 2,5599643 UA. Possui uma excentricidade de 0,1790595 e um período orbital de 2 011,29 dias (5,51 anos).
Makover tem uma velocidade orbital média de 16,86675878 km/s e uma inclinação de 11,25947º.
Esse asteróide foi descoberto em 24 de Janeiro de 1968 por Lyudmila Chernykh.